# Leonid Pasetchnik
Leonid Ivanovitch Pasetchnik (em russo:  Леони́д Ива́нович Па́сечник, em ucraniano:  Леонід Іванович Пасічник; Leonid Ivanovitch Pasitchnyk; Luhansk, 15 de março de 1970) é o líder da autoproclamada República Popular de Luhansk (RPL). Ele atuou como Ministro da Segurança do Estado da RPL de 9 de outubro de 2014 a 28 de novembro de 2017.

## Biografia
O pai de Pasetchnik trabalhou na aplicação da lei, para o OBKhSS, por 26 anos. Em 1975, a família Pasetchnik mudou-se para Magadan no Extremo Oriente russo onde o pai de Pasetchnik estava associado às operações de minas de ouro.
Pasetchnik formou-se no Colégio Político-Militar de Donetsk e trabalhou para o Serviço de Segurança da Ucrânia (SBU) no oblast de Luhansk como chefe de um destacamento de combate às operações de contrabando e chefe do destacamento distrital de Stakhanov. Em 15 de agosto de 2006, ele ficou famoso por interceptar grandes quantidades de contrabando no posto de fronteira de Izvaryne (1,94 milhão de dólares e 7,24 milhões de rublos russos), ao mesmo tempo em que recusou um suborno por princípio.
Em março de 2007, o tenente-coronel Pasetchnik da SBU recebeu do presidente ucraniano Viktor Yushchenko uma medalha por serviço militar na Ucrânia, "por mostrar integridade e profissionalismo no cumprimento do dever".
Em 2014, ele se aliou a militantes pró-Rússia, tornando-se em 9 de outubro de 2014 um ministro da Segurança do Estado para o estado autoproclamado da República Popular de Luhansk (RPL).
Em 21 de novembro de 2017, homens armados em uniformes sem identificação tomaram posições no centro de Luhansk no que parecia ser uma luta pelo poder entre o chefe da república Igor Plotnitsky e o (demitido por Plotnitsky) ministro do Interior nomeado da RPL Igor Kornet. Três dias depois, o site dos separatistas afirmou que Plotnitsky havia renunciado "por motivos de saúde. Múltiplos ferimentos de guerra, os efeitos de ferimentos de explosão, cobraram seu preço." O site afirmou que Pasetchnik havia sido nomeado líder interino "até às próximas eleições". A mídia russa informou que Plotnitsky havia fugido da república não reconhecida em 23 de novembro de 2017 para a Rússia. Em 25 de novembro, o Conselho Popular de 38 membros da RPL aprovou por unanimidade a renúncia de Plotnitsky. Pasetchnik declarou sua adesão aos acordos de Minsk, alegando que "a república estará executando consistentemente as obrigações assumidas sob esses acordos". Em 30 de março de 2018, Pasetchnik declarou: "Nossa experiência [RPL] pode ajudar todas as regiões da Ucrânia a ganhar liberdade e independência, e então podemos juntos declarar uma nova Ucrânia na qual representantes de diferentes nacionalidades e culturas viverão livremente". Ao conhecer pessoas que vivem em território controlado pela RPL no verão de 2019, Pasetchnik declarou: "Isso não significa que voltaremos à Ucrânia. Esta é a única maneira de parar esta loucura, esta guerra. Você deve entender que nós, como um estado soberano, seremos um estado dentro do estado – esse será nosso estatuto especial".
Em 6 de dezembro de 2021, Pasetchnik tornou-se membro do partido governante russo Rússia Unida. O presidente do Rússia Unida, Dmitri Medvedev, entregou-lhe pessoalmente o bilhete do partido durante o congresso anual do partido em Moscou.